# Niewierszyn
Niewierszyn [pronunciación en polaco: /ɲɛˈvjɛrʂɨn/] es un pueblo ubicado en el distrito administrativo de Gmina Aleksandrów, dentro del condado de Piotrków, Voivodato de Łódź, en el centro de Polonia. Se encuentra a unos 6 kilómetros noroeste de Aleksandrów, a 21 kilómetros al sureste de Piotrków Trybunalski, y a 63 kilómetros al sureste de la capital regional Łódź.
El pueblo tiene una población de 260 habitantes.